# Harold Wilson
James Harold (Harold) Wilson, Baron Wilson van Rievaulx (Huddersfield, Engeland, 11 maart 1916 – Londen, Engeland, 24 mei 1995) was een Brits politicus van de Labour Party en premier van het Verenigd Koninkrijk van 1964 tot 1970 en van 1974 tot 1976.

## Levensloop
Wilson werd beroepshalve academicus. In 1940 huwde hij met Mary Baldwin en kreeg met haar twee kinderen. Tijdens de Tweede Wereldoorlog was hij actief in de burgerdienst en van 1943 tot 1944 was hij directeur economie en statistiek op het ministerie van Energie.
In 1945 werd hij voor Labour verkozen in het House of Commons en zetelde er tot in 1983. Kort na zijn verkiezing trad hij toe tot de Labourregering onder leiding van Clement Attlee. In deze regering was hij van 1945 tot 1947 parlementair secretaris op het ministerie van Werk, in 1947 was hij korte tijd secretaris van Overzeese zaken en van 1947 tot 1951 was hij voorzitter van de Handelsraad. In 1951 trad hij echter af als lid van het kabinet uit protest tegen de hoge defensiebegroting die ontstaan was door de Koreaoorlog. In de jaren vijftig leidde Wilson de linkervleugel van Labour en van 1961 tot 1962 was hij landelijk voorzitter van de partij. Toen partijleider Hugh Gaitskell in januari 1963 plotseling overleed, volgde Wilson hem op als partijleider.
Op 16 oktober 1964 won Labour de verkiezingen in Groot-Brittannië. Wilson werd premier. Onder zijn kabinet werd de doodstraf afgeschaft en werden homoseksualiteit en abortus gelegaliseerd. Ook zette de neergang van het Verenigd Koninkrijk door. Frankrijk weigerde te onderhandelen over een Brits lidmaatschap van de Europese Gemeenschappen. Het pond sterling moest worden gedevalueerd met 15%. In 1969 zag de Britse regering zich gedwongen om troepen te sturen naar Ulster, waar hevige ongeregeldheden waren uitgebroken tussen rooms-katholieken en protestanten.
In juni 1970 werd Wilson bij verkiezingen weggestemd ten gunste van de conservatief Edward Heath, die toen premier werd. Wilson keerde terug naar de positie van oppositieleider. Op 4 maart 1974 werd hij opnieuw premier, om zich twee jaar later, in maart 1976, plots terug te trekken uit de politiek. Later bleek dat Wilson ontslag had genomen wegens de eerste verschijnselen van de ziekte van Alzheimer.
De toenmalige minister van Binnenlandse Zaken James Callaghan werd op 5 april 1976 tot zijn opvolger benoemd en werd premier. Wilson bleef nog tot 1983 lid van het Britse parlement. Vervolgens werd hij in de adelstand verheven en was hierdoor vanaf 1983 lid van het Hogerhuis.
Vanaf 1986 verscheen Wilson nauwelijks meer in het openbaar, omdat hij het steeds lastiger kreeg met zijn ziekte. In 1995 overleed hij op 79-jarige leeftijd aan de gevolgen van darmkanker en de ziekte van Alzheimer.
Walpole · 
Compton · 
Pelham · 
Pelham-Holles · 
Cavendish · 
Stuart · 
G. Grenville · 
Charles Watson-Wentworth · 
Pitt de Oudere · 
FitzRoy · 
North · 
Petty · 
Cavendish-Bentinck · 
Pitt de Jongere · 
Addington · 
W.W. Grenville · 
Perceval · 
Jenkinson · 
Canning · 
Robinson · 
Wellesley · 
Grey · 
Lamb · 
Peel · 
Russell · 
Smith-Stanley · 
Hamilton-Gordon · 
Temple · 
Disraeli · 
Gladstone · 
Gascoyne-Cecil · 
Primrose · 
Balfour · 
Campbell-Bannerman · 
Asquith · 
Lloyd George · 
Law · 
Baldwin · 
MacDonald · 
Chamberlain · 
Churchill · 
Attlee · 
Eden · 
Macmillan · 
Douglas-Home · 
Wilson · 
Heath · 
Callaghan · 
Thatcher · 
Major · 
Blair · 
Brown · 
Cameron · 
May · 
Johnson · 
Truss ·
Sunak ·
Starmer
- Bibsys: 90162496
- Biblioteca Nacional de España: XX1160636
- Bibliothèque nationale de France: cb12097198t (data)
- Catàleg d'autoritats de noms i títols de Catalunya: 981058524216006706
- Gemeinsame Normdatei: 118772090
- International Standard Name Identifier: 0000 0001 2282 0331
- Library of Congress Control Number: n50015727
- MusicBrainz: 69e79cbe-7279-498d-80ea-87126c0f3b58
- National Archives and Records Administration: 10581089
- Bibliotheek van het Japanse parlement: 00540796
- Nationale Bibliotheek van Tsjechië: skuk0001495
- Nationale bibliotheek van Australië: 35830422
- Nationale Bibliotheek van Israël: 987007312533205171
- Nationale Bibliotheek van Polen: a0000002473727
- Nederlandse Thesaurus van Auteursnamen: 068398158
- Réseau des bibliothèques de Suisse occidentale: 02-A003978590
- LIBRIS: 237125
- SNAC: w6nz8ppn
- Système universitaire de documentation: 029320909
- Trove: 1107009
- Virtual International Authority File: 76345097
- WorldCat: E39PBJbWvx3mQVvgHYj4hWKDbd